# 2010–2011-es ukrán labdarúgó-bajnokság (első osztály)
A 2010–2011-es Premjer-Liha az ukrán labdarúgó-bajnokság legmagasabb szintű versenyének 20. alkalommal megrendezett bajnoki éve volt. A pontvadászatot 16 csapat részvételével rendezték, az első mérkőzést 2010. július 8-án, míg a záró fordulót 2011. május 21-én játszották le.
A bajnokságot a címvédő Sahtar Doneck együttese nyerte a legnagyobb rivális Dinamo Kijiv, és a bronzérmes Metaliszt Harkiv előtt. Az élvonaltól az újonc PFK Szevasztopol és a Metalurh Zaporizzsja búcsúzott, a másodosztályból pedig a PFK Olekszandrija és a Csornomorec Odesza jutott fel.
A gólkirályi címet a 4. helyezett Dnyipro csatára, Jevhen Szeleznyov nyerte el 17 góllal, az Év Játékosá-nak díjat pedig a bajnokcsapat védőjének, Jaroszlav Rakickijnek adták át.

## A bajnokság rendszere
A pontvadászat 16 csapat részvételével zajlott, a csapatok a őszi-tavaszi lebonyolításban oda-visszavágós, körmérkőzéses rendszerben mérkőztek meg egymással. Minden csapat minden csapattal kétszer játszott, egyszer pályaválasztóként, egyszer pedig vendégként.
A bajnokság végső sorrendjét a 30 forduló mérkőzéseinek eredményei határozták meg a szerzett összpontszám alapján kialakított rangsor szerint. A mérkőzések győztes csapatai 3 pontot, döntetlen esetén mindkét csapat 1-1 pontot kapott. Vereség esetén nem járt pont. A bajnokság első helyezett csapata a legtöbb összpontszámot szerzett egyesület, míg az utolsó helyezett csapat a legkevesebb összpontszámot szerzett egyesület volt.
Azonos összpontszám esetén a bajnoki sorrendet az alábbi szempontok alapján határozták meg:
1. a bajnoki mérkőzések gólkülönbsége
2. a bajnoki mérkőzéseken szerzett gólok száma
3. sportszerűségi ranglista

A bajnokság győztese lett a 2010–11-es ukrán bajnok, a 15. és 16. helyen végzett csapatok pedig kiestek a másodosztályba.

## Változások a 2009–2010-es szezont követően
Búcsúzott az élvonaltól
- Csornomorec Odesza, 15. helyen
- Zakarpattya Uzshorod, 16. helyen

Feljutott az élvonalba
- Voliny Luck, a másodosztály bajnoka
- PFK Szevasztopol, a másodosztály ezüstérmese

## Csapatok
| Csapat                   | Város            | Stadion                              | Vezetőedző          |
| ------------------------ | ---------------- | ------------------------------------ | ------------------- |
| Arszenal Kijiv           | Kijev            | Kolosz Stadion (Boriszpil)           | Jurij Bakalov       |
| Dinamo Kijiv             | Kijev            | Valerij Lobanovszkij Dinamo Stadion  | Valerij Gazzajev    |
| Dnyipro Dnyipropetrovszk | Dnyipropetrovszk | Dnyipro Stadion                      | Volodimir Bezszonov |
| Illicsivec Mariupol      | Mariupol         | Illicsivec Stadion                   | Ilja Bliznyuk       |
| Karpati Lviv             | Lviv             | Ukrajina Stadion                     | Aleh Konanav        |
| Krivbasz Krivij Rih      | Krivij Rih       | Metalurh Stadion                     | Jurij Makszimov     |
| Metaliszt Harkiv         | Harkiv           | Metaliszt Stadion                    | Miron Markevics     |
| Metalurh Doneck          | Doneck           | Sahtar Stadion                       | Nikolaj Kosztov     |
| Metalurh Zaporizzsja     | Zaporizzsja      | Szlavutics Aréna                     | Oleh Lutkov         |
| Obolony Kijiv            | Kijev            | Obolony Stadion                      | Szerhij Kovalov     |
| PFK Szevasztopol         | Szevasztopol     | SZOK                                 | Szerhij Sevcsenko   |
| Sahtar Doneck            | Doneck           | Donbasz Aréna                        | Mircea Lucescu      |
| Tavrija Szimferopol      | Szimferopol      | Lokomotiv Stadion                    | Szerhij Pucskov     |
| Voliny Luck              | Luck             | Avanhard Stadion                     | Vitalij Kvarcjanij  |
| Vorszkla Poltava         | Poltava          | Olekszij Butovszkij Vorszkla Stadion | Mikola Pavlov       |
| Zorja Luhanszk           | Luhanszk         | Avanhard Stadion                     | Anatolij Csancev    |

### Vezetőedző-váltások
| Csapat                   | Távozott vezetőedző           | A távozás módja    | A távozás ideje      | Érkezett vezetőedző               | A kinevezés ideje    |
| ------------------------ | ----------------------------- | ------------------ | -------------------- | --------------------------------- | -------------------- |
| PFK Szevasztopol         | Oleh Lescsinszkij             | elbocsátották      | 2010. június 19.     | Szerhij Sevcsenko                 | 2010. június 19.     |
| PFK Szevasztopol         | Szerhij Sevcsenko             | elbocsátották      | 2010. szeptember 12. | Oleh Lescsinszkij (ideiglenesen)  | 2010. szeptember 12. |
| Dnyipro Dnyipropetrovszk | Volodimir Bezszonov           | lemondott          | 2010. szeptember 18. | Vadim Tiscsenko (ideiglenesen)    | 2010. szeptember 18. |
| Tavrija Szimferopol      | Szerhij Pucskov               | elbocsátották      | 2010. szeptember 22. | Valerij Petrov (ideiglenesen)     | 2010. szeptember 22. |
| Dinamo Kijiv             | Valerij Gazzajev              | lemondott          | 2010. október 1.     | Oleh Luzsnij (ideiglenesen)       | 2010. október 1.     |
| Dnyipro Dnyipropetrovszk | Vadim Tiscsenko               | lejárt a szerződés | 2010. október 1.     | Juande Ramos                      | 2010. október 1.     |
| Illicsivec Mariupol      | Ilja Bliznyuk                 | lemondott          | 2010. november 1.    | Olekszandr Volkov (ideiglenesen)  | 2010. november 1.    |
| Metalurh Doneck          | Nikolaj Kosztov               | lemondott          | 2010. november 12.   | Volodimir Pjatenko (ideiglenesen) | 2010. november 12.   |
| Illicsivec Mariupol      | Olekszandr Volkov             | lejárt a szerződés | 2010. november 26.   | Valerij Jaremcsenko               | 2010. november 26.   |
| PFK Szevasztopol         | Oleh Lescsinszkij             | lejárt a szerződés | 2010. december 21.   | Angel Cservenkov                  | 2010. december 21.   |
| Dinamo Kijiv             | Oleh Luzsnij                  | lejárt a szerződés | 2010. december 24.   | Jurij Szjomin                     | 2010. december 24.   |
| Metalurh Doneck          | Volodimir Pjatenko            | lejárt a szerződés | 2011. január 12.     | Andrej Gorgyejev                  | 2011. január 12.     |
| Metalurh Doneck          | Andrej Gorgyejev              | elbocsátották      | 2011. május 3.       | Volodimir Pjatenko                | 2011. május 3.       |
| Tavrija Szimferopol      | Valerij Petrov (ideiglenesen) | elbocsátották      | 2010. május 8.       | Olekszandr Sudrik (ideiglenesen)  | 2010. május 8.       |

## Végeredmény
| #   | Csapat                    | M  | GY | D  | V  | G+ – G– | GK  | P                                                       | Megjegyzések                                   |
| --- | ------------------------- | -- | -- | -- | -- | ------- | --- | ------------------------------------------------------- | ---------------------------------------------- |
| 1.  | Sahtar DoneckCV (B) (KGY) | 30 | 23 | 3  | 4  | 53–16   | +37 | 72                                                      | 2011–2012-es Bajnokok Ligája – Csoportkör      |
| 2.  | Dinamo Kijiv              | 30 | 20 | 5  | 5  | 60–24   | +36 | 65                                                      | 2011–2012-es Bajnokok Ligája – 3. selejtezőkör |
| 3.  | Metaliszt Harkiv          | 30 | 18 | 6  | 6  | 58–26   | +32 | 60                                                      | 2011–2012-es Európa-liga – Rájátszás1          |
| 4.  | Dnyipro Dnyipropetrovszk  | 30 | 16 | 9  | 5  | 46–20   | +26 | 57                                                      | 2011–2012-es Európa-liga – Rájátszás1          |
| 5.  | Karpati Lviv              | 30 | 13 | 9  | 8  | 41–34   | +7  | 48                                                      | 2011–2012-es Európa-liga – 3. selejtezőkör1    |
| 6.  | Vorszkla Poltava          | 30 | 10 | 9  | 11 | 37–32   | +5  | 39                                                      | 2011–2012-es Európa-liga – 2. selejtezőkör1    |
| 7.  | Tavrija SzimferopolK      | 30 | 10 | 9  | 11 | 44–46   | −2  | 39 \| rowspan="8" style="background-color: #fafafa;" \| |                                                |
| 8.  | Metalurh Doneck           | 30 | 11 | 5  | 14 | 36–45   | −9  | 38                                                      |                                                |
| 9.  | Arszenal Kijiv            | 30 | 10 | 7  | 13 | 36–38   | −2  | 37                                                      |                                                |
| 10. | Obolony Kijiv             | 30 | 9  | 7  | 14 | 26–38   | −12 | 34                                                      |                                                |
| 11. | Voliny LuckÚ              | 30 | 9  | 7  | 14 | 27–49   | −22 | 34                                                      |                                                |
| 12. | Zorja Luhanszk            | 30 | 7  | 9  | 14 | 28–40   | −12 | 30                                                      |                                                |
| 13. | Krivbasz Krivij Rih       | 30 | 6  | 11 | 13 | 27–45   | −18 | 29                                                      |                                                |
| 14. | Illicsivec Mariupol       | 30 | 7  | 8  | 15 | 45–67   | −22 | 29                                                      |                                                |
| 15. | PFK SzevasztopolÚ (K)     | 30 | 7  | 6  | 17 | 26–48   | −22 | 27                                                      | Persa Liha                                     |
| 16. | Metalurh Zaporizzsja (K)  | 30 | 6  | 6  | 18 | 18–40   | −22 | 24                                                      | Persa Liha                                     |

Forrás: fpl.ua (ukránul) 
A rangsorolás alapszabályai: 1. összpontszám, 2. egymás elleni eredmények összpontszáma, 3. gólkülönbség, 4. szerzett gólok száma.
1Mivel a 2010–2011-es ukrán kupa döntőjét a Bajnokok Ligája-induló bajnokcsapat, a Sahtar Doneck, illetve a szintén Bajnokok Ligája-induló bajnoki ezüstérmes Dinamo Kijiv játszotta, a bajnoki bronzérmes és 4. helyezett a 2011–2012-es Európa-liga rájátszásában, az 5. helyezett a 3. selejtezőkörben, míg a 6. helyezett a 2. selejtezőkörben indulhat.
(B): Bajnokcsapat, (K): Kieső csapat, (F): Feljutó csapat, (I): Kupainduló, (R): A rájátszás győztese, (KGY): Kupagyőztes

## Eredmények
| Hazai \ Vendég1          | ARS | DIN | DNY | ILL | KAR | KRI | MHA | MDO | MZA | OBO | SAH | SZE | TAV | VOL | VOR | ZOR |
| Arszenal Kijiv           |     | 0–3 | 1–2 | 3–1 | 2–2 | 1–0 | 0–1 | 3–1 | 1–0 | 1–0 | 1–3 | 0–1 | 1–2 | 1–1 | 0–1 | 1–1 |
| Dinamo Kijiv             | 3–2 |     | 0–0 | 9–0 | 1–0 | 3–0 | 1–1 | 1–0 | 2–0 | 0–2 | 3–0 | 2–0 | 2–1 | 5–1 | 2–0 | 2–0 |
| Dnyipro Dnyipropetrovszk | 1–0 | 1–0 |     | 2–0 | 1–0 | 1–1 | 0–1 | 1–2 | 3–0 | 3–0 | 0–1 | 2–2 | 2–2 | 2–0 | 2–0 | 1–1 |
| Illicsivec Mariupol      | 2–2 | 3–2 | 1–5 |     | 2–3 | 1–1 | 1–4 | 1–1 | 0–0 | 1–0 | 1–3 | 4–2 | 5–1 | 2–2 | 2–6 | 2–2 |
| Karpati Lviv             | 2–1 | 1–2 | 0–0 | 3–1 |     | 2–1 | 0–1 | 2–1 | 1–0 | 3–0 | 1–0 | 2–1 | 1–0 | 1–0 | 2–2 | 4–2 |
| Krivbasz Krivij Rih      | 1–1 | 0–1 | 0–3 | 1–0 | 0–0 |     | 0–0 | 1–0 | 0–0 | 2–2 | 0–2 | 3–1 | 1–4 | 2–4 | 1–0 | 0–2 |
| Metaliszt Harkiv         | 2–1 | 1–2 | 2–2 | 3–0 | 1–1 | 3–4 |     | 3–1 | 3–0 | 2–1 | 1–2 | 4–0 | 2–3 | 3–1 | 2–3 | 3–0 |
| Metalurh Doneck          | 1–5 | 0–2 | 3–2 | 0–3 | 4–1 | 2–2 | 0–3 |     | 0–1 | 3–0 | 0–2 | 1–0 | 2–1 | 0–2 | 2–0 | 1–1 |
| Metalurh Zaporizzsja     | 2–1 | 1–1 | 0–3 | 0–4 | 0–0 | 1–2 | 0–2 | 1–2 |     | 1–2 | 1–1 | 1–0 | 2–2 | 0–1 | 2–0 | 1–0 |
| Obolony Kijiv            | 1–1 | 2–2 | 0–1 | 2–0 | 1–1 | 1–1 | 0–2 | 1–1 | 1–0 |     | 1–0 | 2–2 | 2–1 | 0–1 | 0–1 | 1–0 |
| Sahtar Doneck            | 4–0 | 2–0 | 0–0 | 1–0 | 1–0 | 2–0 | 2–1 | 2–0 | 2–1 | 0–1 |     | 5–0 | 4–1 | 4–0 | 1–0 | 1–0 |
| PFK Szevasztopol         | 0–2 | 0–3 | 2–1 | 1–0 | 3–1 | 2–2 | 0–0 | 0–1 | 1–0 | 3–1 | 0–1 |     | 0–1 | 4–1 | 0–0 | 0–1 |
| Tavrija Szimferopol      | 0–1 | 1–1 | 0–1 | 2–2 | 3–1 | 2–1 | 0–1 | 2–1 | 2–0 | 3–1 | 1–2 | 2–1 |     | 0–0 | 2–2 | 0–0 |
| Voliny Luck              | 0–0 | 1–2 | 1–1 | 3–1 | 0–3 | 0–0 | 1–4 | 1–3 | 1–0 | 1–0 | 0–1 | 1–0 | 2–2 |     | 0–4 | 0–1 |
| Vorszkla Poltava         | 0–1 | 3–1 | 0–2 | 1–3 | 1–1 | 3–0 | 0–0 | 1–1 | 2–1 | 0–1 | 1–1 | 4–0 | 0–0 | 0–1 |     | 1–0 |
| Zorja Luhanszk           | 0–2 | 1–2 | 0–1 | 2–2 | 2–2 | 1–0 | 0–2 | 0–2 | 0–2 | 1–0 | 1–3 | 0–0 | 5–3 | 3–0 | 1–1 |     |

Forrás: fpl.ua (ukránul) 
1A hazai csapatok a bal oldali oszlopban szerepelnek.
Színek: Zöld = hazai győzelem; Sárga = döntetlen; Piros = vendéggyőzelem.
A 2010–2011-es ukrán kupa győztese a 2011–2012-es Európa-liga rájátszásában indulhat. 
 

## A góllövőlista élmezőnye
Forrás: FPL Archiválva 2015. február 8-i dátummal a Wayback Machine-ben (ukránul).
17 gólos
- Jevhen Szeleznyov (Dnyipro Dnyipropetrovszk)

14 gólos
- Marko Dević (Metaliszt Harkiv)

13 gólos
- Lucky Idahor (Tavrija Szimferopol)

12 gólos
- Denisz Olijnik (Metaliszt Harkiv)

11 gólos
- Andrij Jarmolenko (Dinamo Kijiv)

10 gólos
- Olekszij Antonov (Illicsivec Mariupol)
- Kosztyantin Jarosenko (Illicsivec Mariupol)
- Luiz Adriano (Sahtar Doneck)
- Vaszil Szacsko (Vorszkla Poltava)
- Andrij Sevcsenko (Dinamo Kijiv)

9 gólos
- Oleh Huszjev (Dinamo Kijiv)
- Artem Milevszkij (Dinamo Kijiv)
- Maksim Shatskix (Arszenal Kijiv)

## Nemzetközikupa-szereplés

### Eredmények
| Csapat                   | Kupa            | Forduló            | Ellenfél              | 1. mérk. | 2. mérk. | Össz. |
| ------------------------ | --------------- | ------------------ | --------------------- | -------- | -------- | ----- |
| Sahtar Doneck            | Bajnokok Ligája | Csoportkör         | Partizan              | 1–0      | 1–0      | 1–0   |
| Sahtar Doneck            | Bajnokok Ligája | Csoportkör         | Sporting Braga        | 3–0      | 3–0      | 3–0   |
| Sahtar Doneck            | Bajnokok Ligája | Csoportkör         | Arsenal               | 1–5      | 1–5      | 1–5   |
| Sahtar Doneck            | Bajnokok Ligája | Csoportkör         | Arsenal               | 2–1      | 2–1      | 2–1   |
| Sahtar Doneck            | Bajnokok Ligája | Csoportkör         | Partizan              | 3–0      | 3–0      | 3–0   |
| Sahtar Doneck            | Bajnokok Ligája | Csoportkör         | Sporting Braga        | 2–0      | 2–0      | 2–0   |
| Sahtar Doneck            | Bajnokok Ligája | Nyolcaddöntő       | AS Roma               | 3–2      | 3–0      | 6–2   |
| Sahtar Doneck            | Bajnokok Ligája | Negyeddöntő        | FC Barcelona          | 1–5      | 0–1      | 1–6   |
| Dinamo Kijiv             | Bajnokok Ligája | 3. selejtezőkör    | KAA Gent              | 3–0      | 3–1      | 6–1   |
| Dinamo Kijiv             | Bajnokok Ligája | Rájátszás          | Ajax                  | 1–1      | 1–2      | 2–3   |
| Dinamo Kijiv             | Európa-liga     | Csoportkör         | BATE Bariszav         | 2–2      | 2–2      | 2–2   |
| Dinamo Kijiv             | Európa-liga     | Csoportkör         | Sheriff Tiraspol      | 0–2      | 0–2      | 0–2   |
| Dinamo Kijiv             | Európa-liga     | Csoportkör         | AZ                    | 2–1      | 2–1      | 2–1   |
| Dinamo Kijiv             | Európa-liga     | Csoportkör         | AZ                    | 2–0      | 2–0      | 2–0   |
| Dinamo Kijiv             | Európa-liga     | Csoportkör         | BATE Bariszav         | 4–1      | 4–1      | 4–1   |
| Dinamo Kijiv             | Európa-liga     | Csoportkör         | Sheriff Tiraspol      | 0–0      | 0–0      | 0–0   |
| Dinamo Kijiv             | Európa-liga     | A 16 közé jutásért | Beşiktaş JK           | 4–1      | 4–0      | 8–1   |
| Dinamo Kijiv             | Európa-liga     | Nyolcaddöntő       | Manchester City       | 2–0      | 0–1      | 2–1   |
| Dinamo Kijiv             | Európa-liga     | Negyeddöntő        | Sporting Braga        | 1–1      | 0–0      | 1–1   |
| Tavrija Szimferopol      | Európa-liga     | Rájátszás          | Bayer Leverkusen      | 0–3      | 1–3      | 1–6   |
| Metaliszt Harkiv         | Európa-liga     | Rájátszás          | Omónia                | 1–0      | 2–2      | 3–2   |
| Metaliszt Harkiv         | Európa-liga     | Csoportkör         | Debreceni VSC         | 5–0      | 5–0      | 5–0   |
| Metaliszt Harkiv         | Európa-liga     | Csoportkör         | PSV Eindhoven         | 0–2      | 0–2      | 0–2   |
| Metaliszt Harkiv         | Európa-liga     | Csoportkör         | Sampdoria             | 2–1      | 2–1      | 2–1   |
| Metaliszt Harkiv         | Európa-liga     | Csoportkör         | Sampdoria             | 0–0      | 0–0      | 0–0   |
| Metaliszt Harkiv         | Európa-liga     | Csoportkör         | Debreceni VSC         | 2–1      | 2–1      | 2–1   |
| Metaliszt Harkiv         | Európa-liga     | Csoportkör         | PSV Eindhoven         | 0–0      | 0–0      | 0–0   |
| Metaliszt Harkiv         | Európa-liga     | A 16 közé jutásért | Bayer Leverkusen      | 0–4      | 0–2      | 0–6   |
| Dnyipro Dnyipropetrovszk | Európa-liga     | 3. selejtezőkör    | Spartak Zlatibor voda | 1–2      | 2–0      | 3–2   |
| Dnyipro Dnyipropetrovszk | Európa-liga     | Rájátszás          | Lech Poznań           | 0–1      | 0–0      | 0–1   |
| Karpati Lviv             | Európa-liga     | 2. selejtezőkör    | KR                    | 3–0      | 3–2      | 6–2   |
| Karpati Lviv             | Európa-liga     | 3. selejtezőkör    | SZK Zesztaponi        | 1–0      | 1–0      | 2–0   |
| Karpati Lviv             | Európa-liga     | Rájátszás          | Galatasaray           | 2–2      | 1–1      | 3–3   |
| Karpati Lviv             | Európa-liga     | Csoportkör         | Borussia Dortmund     | 3–4      | 3–4      | 3–4   |
| Karpati Lviv             | Európa-liga     | Csoportkör         | Paris Saint-Germain   | 0–2      | 0–2      | 0–2   |
| Karpati Lviv             | Európa-liga     | Csoportkör         | Sevilla FC            | 0–1      | 0–1      | 0–1   |
| Karpati Lviv             | Európa-liga     | Csoportkör         | Sevilla FC            | 0–4      | 0–4      | 0–4   |
| Karpati Lviv             | Európa-liga     | Csoportkör         | Borussia Dortmund     | 0–3      | 0–3      | 0–3   |
| Karpati Lviv             | Európa-liga     | Csoportkör         | Paris Saint-Germain   | 1–1      | 1–1      | 1–1   |

Megjegyzés: Az eredmények minden esetben az ukrán labdarúgócsapatok szemszögéből értendőek, a dőlttel írt mérkőzéseket pályaválasztóként játszották.

### UEFA-együttható
A nemzeti labdarúgó-bajnokságok UEFA-együtthatóját az ukrán csapatok Bajnokok Ligája-, és Európa-liga-eredményeiből számítják ki. Ukrajna a 2010–11-es bajnoki évben 10,083 pontot szerzett, ezzel a 9. helyen zárt.
| Csapat                   | SGY | SD | SV | GY | D | V  | Bónusz | Pont   | Átlag  |
| ------------------------ | --- | -- | -- | -- | - | -- | ------ | ------ | ------ |
| Sahtar Doneck            | 0   | 0  | 0  | 7  | 0 | 3  | 10,000 | 24,000 |        |
| Dinamo Kijiv             | 2   | 1  | 1  | 6  | 4 | 2  | 1,000  | 19,500 |        |
| Tavrija Szimferopol      | 0   | 0  | 2  | 0  | 0 | 0  | 0,000  | 0,000  |        |
| Metaliszt Harkiv         | 1   | 1  | 0  | 3  | 2 | 3  | 0,000  | 9,500  |        |
| Dnyipro Dnyipropetrovszk | 1   | 1  | 2  | 0  | 0 | 0  | 0,000  | 1,500  |        |
| Karpati Lviv             | 4   | 2  | 0  | 0  | 1 | 5  | 0,000  | 6,000  |        |
| Összesen                 | 8   | 5  | 5  | 16 | 7 | 13 | 11,000 | 60,500 | 10,083 |

## Külső hivatkozások
- Hivatalos oldal (ukránul)
- Eredmények és tabella a Soccerwayen (angolul)
- Eredmények és tabella az rsssf.com-on (angolul)